# Gran Rex (álbum)
Gran Rex es el quinto álbum en directo del músico español Enrique Bunbury, que grabó los días 3, 4 y 5 de noviembre de 2010 en el mítico Teatro Gran Rex de Buenos Aires por su gira Las Consecuencias Tour. Fue lanzado en formato CD y en línea, además se publicó una edición especial de 3 vinilos, incluido el DVD "Lo que más te gustó de mí", con material en video de los conciertos.

## Lista de canciones
Todas las canciones escritas y compuestas por Enrique Bunbury, excepto donde se indica. 
| Disco 1 |                                                                      |                                        |          |  |
| N.º     | Título                                                               | Escritor(es)                           | Duración |  |
| 1.      | «Las consecuencias»                                                  |                                        | 5:52     |  |
| 2.      | «De todo el mundo»                                                   |                                        | 5:02     |  |
| 3.      | «Frente a frente»                                                    | Manuel Alejandro Ana Magdalena         | 3:50     |  |
| 4.      | «Los habitantes»                                                     |                                        | 5:55     |  |
| 5.      | «Enganchado a ti»                                                    |                                        | 4:45     |  |
| 6.      | «El extranjero»                                                      | Enrique Bunbury Copi Corellano         | 3:59     |  |
| 7.      | «Desmejorado»                                                        | A. Martínez Bunbury Carlos Ann Shuarma | 5:20     |  |
| 8.      | «Alicia» (Versión de "Alicia (expulsada al País de las Maravillas)") |                                        | 4:10     |  |
| 9.      | «El rescate»                                                         |                                        | 4:32     |  |
| 10.     | «Hay muy poca gente»                                                 |                                        | 4:59     |  |
| 11.     | «Que tengas suertecita»                                              |                                        | 4:05     |  |
| 12.     | «Sólo si me perdonas»                                                | Bunbury Copi                           | 3:51     |  |
| 56:20   |                                                                      |                                        |          |  |

| Disco 2 |                                                                                                 |                               |          |  |
| N.º     | Título                                                                                          | Escritor(es)                  | Duración |  |
| 1.      | «Sácame de aquí»                                                                                |                               | 4:38     |  |
| 2.      | «Sí»                                                                                            | Adrià Puntí                   | 3:29     |  |
| 3.      | «Infinito»                                                                                      |                               | 5:33     |  |
| 4.      | «Apuesta por el rock & roll» (Versión de "Apuesta por el rocanrol")                             | Gabriel Sopeña Mauricio Aznar | 4:25     |  |
| 5.      | «Puta desagradecida»                                                                            |                               | 5:00     |  |
| 6.      | «El hombre delgado que no flaqueará jamás»                                                      |                               | 6:13     |  |
| 7.      | «El anzuelo»                                                                                    |                               | 4:49     |  |
| 8.      | «Lady Blue»                                                                                     |                               | 4:44     |  |
| 9.      | «Canto (el mismo dolor)»                                                                        |                               | 4:26     |  |
| 10.     | «200 huesos y un collar de calaveras» (Versión de "Doscientos huesos y un collar de calaveras") |                               | 4:23     |  |
| 11.     | «Porque las cosas cambian»                                                                      |                               | 4:40     |  |
| 12.     | «El viento a favor»                                                                             |                               | 5:27     |  |
| 57:47   |                                                                                                 |                               |          |  |